# Kibatalia macgregori
Kibatalia macgregori är en oleanderväxtart som först beskrevs av Adolph Daniel Edward Elmer, och fick sitt nu gällande namn av R. E. Woodson. Kibatalia macgregori ingår i släktet Kibatalia och familjen oleanderväxter. Inga underarter finns listade i Catalogue of Life.